# おが地域振興公社
おが地域振興公社（おがちいきしんこうこうしゃ）は秋田県男鹿市にある第三セクター。キャンプ場の管理運営や観光展示施設の管理運営などを行っている。

## 主な施設
- なまはげ館（男鹿市北浦真山水喰沢）[2]
  - なまはげ館参照。
- 若美かんぼの里コテージ村（男鹿市野石大場沢下1−17）[2]
  - 1993年（平成5年）7月21日開館[2]。
- 秋田県営宮沢海岸オートキャンプ場（男鹿市野石字大場沢下1－78）[3]
- 温浴ランドおが（男鹿市北浦北浦字平岱山1番地）[2]
  - 1996年（平成8年）8月2日開館[2]。2024年（令和6年）3月31日閉館[4]。
- 夕陽温泉WAO（男鹿市野石大場沢下1−17）[2]
  - 1993年（平成5年）7月21日開館[2]。2024年（令和6年）3月31日閉館[4]。